# KATNAL1
KATNAL1, KL1 (Katanin p60 ATPase-containing subunit A-like 1) - białko podobne do kataniny, w pewnych procesach funkcjonalny, a na pewno strukturalny homolog kataniny p60.
W trakcie syntezy podlega dwóm formom splicingu - w związku z tym mogą powstać dwa warianty tego białka - KATNAL1-TV1 i KATNAL1-TV2. W warunkach fizjologicznych przeważa pierwsza forma, natomiast nadmiar ilości drugiej prowadzi do deformacji w obrębie plemników.
W warunkach fizjologicznych, białko to występuje w komórkach Sertolego, gdzie uczestniczy w regulacji spermatogenezy. Zaburzenia tego procesu prowadzą do bezpłodności i spadku masy jądra wywołanych złuszczaniem się nabłonka plemnikotwórczego do kanalików nasiennych. Nie prowadzi to jednak do azoospermii.
Mutacje w obrębie genu kodującego białko KATNAL1 mogą prowadzić do szeregu zmian nowotworowych, z których najczęstsze występują w obrębie okrężnicy, macicy, skóry i pęcherza moczowego. Podczas tychże zmian nowotworowych, KATNAL1 grupuje się na brzegu wiodącym komórek nowotworowych, w trakcie ich migracji.
Mikrodelecja w obrębie 13 chromosomu u człowieka może wywołać, związaną z KATNAL1, chorobę objawiającą się zaburzeniami rozwoju układu nerwowego i zapaleniami skóry.
Odgrywa ważną rolę w procesie mitozy - przecinając wrzeciono kariokinetyczne podczas anafazy, co zbliża do siebie chromosomy. Reguluje także jego długość.
Niektóre badania sugerują powiązania nadekspresji tego białka z genetycznymi predyspozycjami do otyłości.